# Nancy Drew
Nancy Drew es un personaje creado por el escritor estadounidense Edward Stratemeyer, fundador del Sindicato Stratemeyer (responsable de la producción de varias series literarias de misterio, que incluyen entre otras The Hardy Boys y Tom Swift), que apareció por primera vez en una publicación en 1930. Es una detective aficionada que ha sido protagonista de varias series de novelas de misterio para niños y adolescentes, que fueron escritas por varios autores fantasma y lanzadas a la venta bajo la firma colectiva «Carolyn Keene».
Con el paso del tiempo, la joven detective ha evolucionado al compás de la cultura y las preferencias de los consumidores estadounidenses. Desde 1959, los libros en los que aparece Nancy Drew experimentaron profundas revisiones con el fin de eliminar estereotipos racistas, consiguiendo resultados discutibles. Al respecto, varios especialistas coinciden en que durante el proceso de revisión, la heroína original, caracterizada primordialmente por su franqueza, se volvió más moderada y dócil, además de convencional y recatada. En los años 1980, se creó una nueva serie, Nancy Drew Files, en la que se incorporó a una Nancy más profesional y adulta, así como historias con contenido romántico. La serie original, Nancy Drew Mystery Stories, concluyó en 2004, y en su lugar se lanzó una nueva serie llamada Girl Detective, que constituye una versión actualizada del personaje, quien ahora conduce un vehículo híbrido y usa un teléfono móvil. Otro rasgo que ha variado considerablemente con el curso de los años es la imagen de la detective, la cual pasó de ser una joven intrépida y activa a una mujer temerosa y pasiva. A pesar de todos esos cambios, la detective adolescente sigue siendo popular en todo el mundo anglosajón, habiéndose vendido al menos 80 millones de copias de sus libros y habiendo sido traducidos a más de 45 idiomas.
Nancy Drew apareció en cinco películas, cuatro de ellas a finales de la década de 1930, protagonizadas por la actriz Bonita Granville, y una más en 2007, con Emma Roberts en el papel de Nancy. Asimismo es el personaje central de dos programas de televisión y numerosos juegos de computadora, como también de una considerable variedad de productos a nivel mundial.
Es citada además como una influencia formativa para varias mujeres prominentes, que van desde la jurista estadounidense Sandra Day O'Connor y la jueza Sonia Sotomayor, hasta la política Hillary Rodham Clinton y la ex primera dama Laura Bush, razón por la que Nancy se ha convertido en un icono cultural. A la vez, varias críticas literarias feministas analizaron el duradero atractivo del personaje argumentando que Nancy es una heroína mítica, una expresión de la realización de los anhelos, o una representación de ideas contradictorias acerca de la feminidad.

## Personalidad

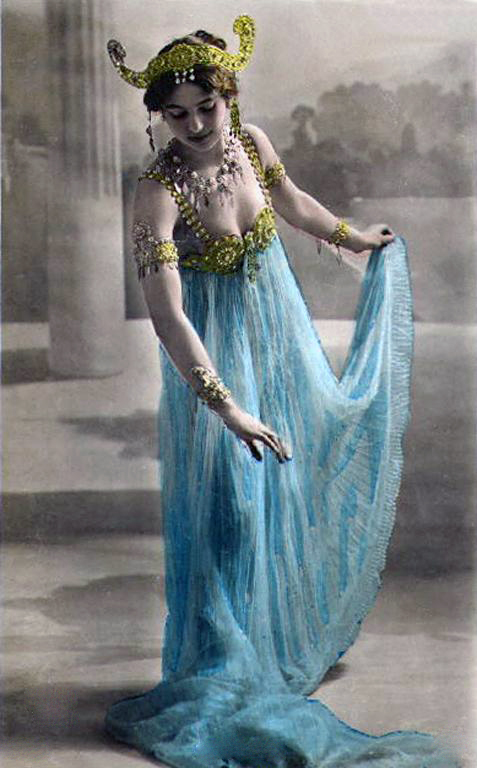
De acuerdo a Bobbie Ann Mason: «Nancy Drew es tan interesante como una Mata Hari».

Nancy Drew es una detective de 18 años de edad —16 en las primeras versiones— que vive en un pueblo en River Heights, junto con su padre, el abogado Carson Drew, y su ama de llaves, Hannah Gruen. Su madre murió cuando ella tenía solamente tres años —aunque originalmente se planteaba que sucedió cuando Nancy tenía diez años—. La joven no asiste a la escuela ni posee un empleo, por lo que pasa el tiempo resolviendo misterios, algunos de ellos surgen a su paso de forma casual y otros como parte de uno de los casos de su padre. En la mayoría de sus aventuras la acompañan sus dos mejores amigas, Bess Marvin y Georgia «George» Fayne, y ocasionalmente su novio Ned Nickerson.
Con frecuencia, el personaje es descrito como una superheroína; de acuerdo con Bobbie Ann Mason, Nancy es «tan inmaculada y segura de sí misma como lo puede ser una miss América en plena gira. Es tan interesante como una Mata Hari y tan dulce como Betty Crocker». Además, algunos autores suelen referirse a ella como una joven «adinerada, atractiva e increíblemente talentosa»:

A sus dieciséis años «había estudiado psicología en la escuela y estaba familiarizada con el poder de la sugestión y la asociación». Era también una buena pintora, hablaba francés y pilotaba con frecuencia embarcaciones de motor. También conducía talentosamente y a sus dieciséis años «destacaba en la cochera, pues contaba con una habilidad surgida de una larga experiencia». La joven prodigio era una gran tiradora, excelente nadadora, talentosa remera, experta costurera, cocinera gourmet y buena jugadora de bridge. Nancy jugaba estupendamente bien al tenis y al golf y montaba como un vaquero. Bailaba como Ginger Rogers y era capaz de administrar los primeros auxilios de manera equiparable a los hermanos fundadores de la clínica Mayo.

Nancy nunca pasa por problemas económicos y, en las obras más recientes de la serie suele viajar a lugares distantes como Nairobi en The Spider Sapphire Mystery (1968), Austria en Captive Witness (1981), Japón en The Runaway Bride (1994) y Costa Rica en Scarlet Macaw Scandal (2004). Aunado a ello, es capaz de viajar sin problema alguno a través de Estados Unidos, gracias en parte a su automóvil, que en la mayor parte de los libros es un convertible azul. Pese a los gastos que supone llevar a cabo una investigación y los riesgos a los que se expone cuando se involucra en uno de sus misterios, jamás acepta una compensación económica.

## Creación del personaje

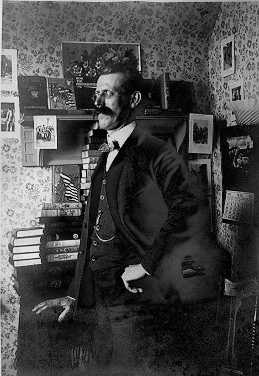
Edward Stratemeyer, creador de Nancy Drew.

Nancy Drew fue creada por Edward Stratemeyer, fundador del Sindicato Stratemeyer, quien previamente había creado la serie literaria The Hardy Boys en 1926 —aunque los primeros volúmenes de la misma no habrían de ser publicados sino hasta 1927—. Debido al éxito de este proyecto, decidió crear una serie similar dirigida a las niñas lectoras, la cual tendría como heroína a una joven detective. A pesar de que Stratemeyer consideraba que el lugar de una mujer estaba en su hogar, era consciente de que los libros de los Hardy Boys eran populares entre las chicas, por lo que para aprovechar ese interés en los misterios, se enfocó en crear un personaje femenino que se caracterizara por ser una heroína fuerte.
Desde un principio, Stratemeyer quiso que el nuevo proyecto fuera publicado por Grosset & Dunlap, responsable también de editar Hardy Boys, y sugirió el título de «Stella Strong Stories», pero añadió que «podrían ser llamadas también 'Diana Drew Stories', 'Diana Dare Stories', 'Nan Nelson Stories', 'Nan Drew Stories' o 'Helen Hale Stories'». De entre todas las opciones, los responsables de Grosset & Dunlap eligieron «Nan Drew», pero decidieron que el personaje se llamara «Nancy», en vez de «Nan». Poco después, Stratemeyer comenzó a escribir las historias y contrató a Mildred Wirt, más tarde Mildred Wirt Benson, para que fungiera como autora fantasma de los primeros ejemplares de la serie bajo el seudónimo de «Carolyn Keene». Los libros subsecuentes llevarían esa misma firma, aun cuando el autor fuera distinto.
Los primeros cuatro títulos se publicaron en 1930 y se convirtieron en un éxito instantáneo. Las cifras exactas de las ventas antes de 1979 no se encuentran disponibles, aunque sí existe una referencia en torno a la popularidad alcanzada por Nancy Drew, misma que puede ser vista en una carta que la editora Laura Harris, de Grosset & Dunlap, escribió al Sindicato Stratemeyer en 1931, la cual dictaba: «¿Puedes enviarnos el manuscrito lo más pronto posible, a más tardar el 10 de julio? Solo se lanzarán tres o cuatro títulos entonces y el [de] Nancy Drew es uno de los más importantes». Asimismo, las 6.000 copias que Macy's ordenó para la temporada navideña de 1933 se agotaron en cuestión de días. En 1934, la revista Fortune publicó en su portada al Sindicato, destacando a Nancy Drew con las siguientes palabras: «Nancy es el mayor fenómeno entre todos los fifty-centers [series de novelas baratas, habitualmente en tapa dura, un concepto introducido por el Sindicato y que significa literalmente "los de a mitad de precio"]. Es un best seller. La manera en que sometió un Valhalla que había estado rígidamente restringido a los hombres es un misterio incluso para sus editores».

### Autores fantasma
Los libros de Nancy Drew fueron redactados por varios escritores, todos bajo el seudónimo «Carolyn Keene». Al igual que en anteriores producciones del Sindicato Stratemeyer, los autores fantasma firmaron contratos en los que, prácticamente, eran obligados a ceder todos los derechos de autoría o posteriores regalías conseguidas por su trabajo. Los contratos también manifestaban que dichos autores no podían usar sus seudónimos del Sindicato Stratemeyer de manera independiente al propio sindicato. Al principio los escritores fantasma recibían un pago de $125 dólares, «casi el equivalente a dos meses de salario para un típico reportero de cualquier periódico, usualmente la ocupación principal de los fantasmas del sindicato». Durante la etapa de la Gran Depresión dicho pago se redujo a $100. Todas las regalías iban directamente al sindicato y toda la correspondencia con la casa editorial era gestionada a través de una oficina del sindicato. Este fue capaz también de conseguir la cooperación de las bibliotecas para ocultar los nombres de los escritores fantasma. De hecho, cuando Walter Karig, quien escribió del volumen ocho al diez de la serie Nancy Drew Mistery Stories, intentó reclamar los derechos ante la Biblioteca del Congreso en 1933, el sindicato ejerció sus influencias para que dicha institución no revelara los nombres de ninguno de los escritores de Nancy Drew.
El proceso de creación de las novelas de Nancy Drew, llevado a cabo por el propio sindicato, empezaba con la creación de un esbozo detallado del argumento, para luego dar paso al borrador y edición del manuscrito. Edward Stratemeyer y sus hijas Harriet Adams y Edna Stratemeyer Squier se encargaron de escribir la mayoría de los esbozos para Nancy Drew Mystery Stories hasta 1979, exceptuando algunos casos como el del ejemplar número 30, The Clue of the Velvet Mask (1953), que fue concebido originalmente por Andrew Svenson. Así, regularmente los demás escritores tenían como finalidad redactar los manuscritos. La mayor parte de los primeros volúmenes los escribió Mildred Wirt Benson; otros personajes que participaron en la redacción de ejemplares fueron Walter Karig, George Waller, Jr., Margaret Scherf, Wilhelmina Rankin, Alma Sasse, Charles Strong, Iris Vinton, y Patricia Doll. Edward Stratemeyer editó los primeros tres ejemplares de la serie original y Harriet Adams se encargó de la edición de los siguientes volúmenes hasta su fallecimiento en 1982. En 1959, Adams realizó una exhaustiva revisión de los títulos publicados hasta entonces. Desde finales de los años 1950, hasta su muerte, Harriet Adams escribió los manuscritos de la mayoría de los libros.
Tras la muerte de Adams, la producción de la serie recayó en Nancy Axelrad —quien también estuvo involucrada en la redacción de muchos ejemplares—. En 1984, se vendieron los derechos del personaje junto con el Sindicato Stratemeyer a Simon & Schuster. Poco después, Mega-Books contrató a nuevos autores para continuar la serie original y comenzar una nueva, titulada Nancy Drew Files.

### Disputas legales
En 1980, Harriet Adams optó por reemplazar a Grosset & Dunlap por Simon & Schuster, descontenta por su carencia de control creativo y la falta de publicidad para el 50 aniversario de Hardy Boys en 1977. Ante esto, Grosset & Dunlap presentó una demanda en contra del Sindicato Stratemeyer y los nuevos editores, citando «incumplimiento de contrato, violación de derechos de autor y competencia desleal».
A manera de réplica, Adams presentó una contrademanda y calificó el caso como «de mal gusto y frívolo», dijo además, que como autora de la serie Nancy Drew Mystery Stories, retenía los derechos de autor de su trabajo. Aunque Adams había escrito muchos de los títulos a partir de 1953 y otros los había editado, reclamó ser la autora de todos y cada uno de los libros de la serie. De hecho, aunque reescribió los antiguos ejemplares, no era realmente su autora. Cuando Mildred Benson fue llamada a testificar sobre su trabajo en el sindicato, se reveló en la corte su verdadero rol en la redacción de los manuscritos más antiguos, lo que desmentía la versión de Adams sobre la autoría. Debido a ello, la corte dictaminó que Grosset tenía los derechos para publicar la serie original en 1980, tal y como habían sido lanzadas en un inicio. No obstante, los personajes y marcas registradas seguirían siendo propiedad de Adams. Además, cualquier nuevo editor elegido por Adams tendría a partir de entonces el derecho de publicar los nuevos títulos.

## Evolución del personaje
Con el paso del tiempo, la joven detective ha pasado por varios cambios; en 1959, la serie Nancy Drew Mystery Stories pasó por un minucioso proceso de revisión. Al respecto, varios comentaristas coinciden en que el personaje cambió de forma significativa en comparación con la Nancy Drew original de los años 1930 y 1940. Asimismo, perciben diferencias entre la detective de la serie original, y la de las series más recientes Nancy Drew Files y Girl Detective. A pesar de ello, otros críticos no encuentran diferencias notables en los diversos cambios que ha tenido el personaje y encuentran que Nancy es, simplemente, un buen modelo a seguir para las chicas. A pesar de las modificaciones, «lo que nunca ha cambiado, no obstante, son los valores básicos [de Nancy], sus metas, su humildad y su don mágico para tener hasta nueve vidas. Por más de seis décadas, su esencia ha permanecido intacta». Nancy es «la reina de las detectives adolescentes» que:

ofrece a las jóvenes lectoras algo más que aventuras repletas de acción: les brinda algo original. Las niñas convencionales son pasivas, respetuosas y emocionales pero, con la vitalidad de una chica que se sale de un canon, Nancy se aparta de dichas convenciones, y representa las fantasías de toda adolescente.

Por otro lado, algunos comentaristas la perciben como «una paradoja, lo cual puede ser la razón de que las feministas la alaben como un ícono formativo del 'poder femenino', mientras que las mujeres conservadoras pueden amarla por sus bien definidos valores de clase media».

### 1930–1959

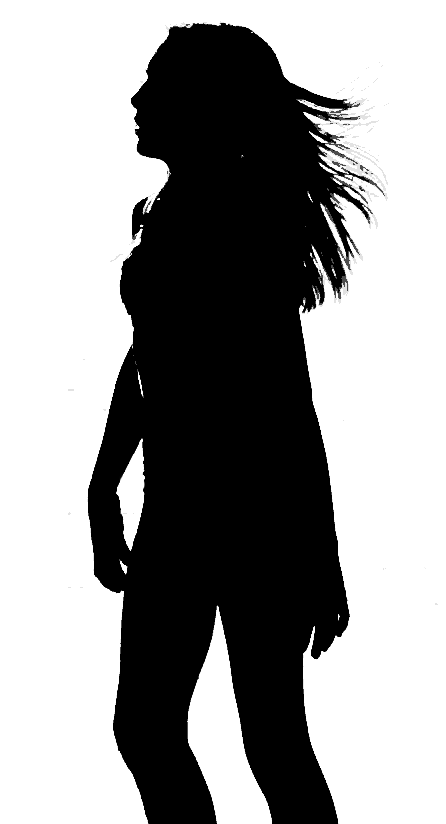
Nancy Drew ha perdurado desde su creación como fuente de inspiración para las jóvenes adolescentes; varios seguidores consideran que la detective original era más franca y actuaba con más autoridad que la Nancy moderna.

Nancy aparece como una muchacha independiente de dieciséis años de edad que ya concluyó su educación secundaria (dieciséis era la edad mínima para graduarse en ese entonces). Aparentemente rica, la joven mantiene una vida social activa, además de ser detective y participar en actividades artísticas y deportivas. Sin embargo, jamás se dice que trabaje para mantenerse o que se capacite profesionalmente para trabajar en el futuro. Nancy no se ve afectada por la Gran Depresión —aunque muchos de los personajes en sus primeros casos necesitan asistencia, pues generalmente son pobres— y tampoco por la Segunda Guerra Mundial. Vive con su padre, un abogado llamado Carson Drew, así como con su ama de llaves, la señora Hannah Gruen. Algunos críticos prefieren al personaje de estos ejemplares, escritos principalmente por Mildred Benson, a quien se le concede el crédito de «darle a Nancy un espíritu combativo». La detective original a veces suele ser «muy parecida a la propia Benson —segura de sí misma, competente y totalmente independiente—, nada que ver con el personaje acartonado que [Edward] Stratemeyer había esbozado».
La joven original es, con frecuencia, franca y actúa con autoridad. De hecho, tan notorios son esos aspectos que el propio Stratemeyer le dijo a Benson que Nancy era «demasiado impertinente y jamás sería bien recibida por la audiencia». Los editores en Grosset & Dunlap se mostraron en desacuerdo, sin embargo Benson también obtuvo críticas de su propia editora del Sindicato Stratemeyer, Harriet Adams, quien sentía que Benson debía hacer al personaje más «simpático, bondadoso y adorable». De hecho, Adams le pidió en varias ocasiones a Benson que, de acuerdo a las propias palabras de esta última, «hiciera a la detective menos audaz [...] 'Nancy dijo' se convirtió en 'Nancy dijo dulcemente', 'ella dijo amablemente', y así por el estilo. Todo esto para producir un personaje menos áspero y más cariñoso». No obstante, varios lectores y críticos elogian más a la Nancy original, caracterizada primordialmente por su franqueza.
Una crítica prominente de Nancy Drew, al menos de la detective original de las primeras historias, es la escritora de misterio Bobbie Ann Mason. Considera que Nancy debe su popularidad principalmente al «atractivo de su ventaja de pertenecer a la clase alta». Además, critica a la serie por su racismo y clasismo, enfocándose en que Nancy es la defensora WASP de una «aristocracia decadente, amenazada por las clases inferiores». Mason detalla asimismo que:

los elementos más atractivos de estos libros acerca de las aventuras de una valiente chica son (secretamente) de este tipo: té y pastelillos de fantasía, escenarios románticos, alimentos ingeridos en lugares pintorescos (jamás en un Ho-Jo's), deliciosas pausas que refrescan, picnics anticuados en los bosques, preciosas joyas y herencias.... La palabra refinado es una afirmación subversiva de un universo feminizado.

En el fondo, exclama Mason, el personaje de Nancy Drew es el de una joven capaz de ser «perfecta» pues es «libre, blanca y tiene dieciséis años de edad»; mientras que «sus historias parecen satisfacer dos estándares al mismo tiempo, aventura y domesticidad. Pero la aventura es la superestructura y la domesticidad es la base».
A su vez, otros críticos consideran que:

Nancy, a pesar de sus típicos atributos femeninos, tales como la buena apariencia física, una variedad de ropa para todo tipo de evento social y una conciencia de las labores domésticas, es con cierta regularidad elogiada por sus rasgos aparentemente masculinos [...] actúa mejor estando sola, posee libertad y dinero para hacer lo que le plazca [... por lo que] parece vivir para resolver misterios, más allá de tener una vida familiar.

### 1959–1979

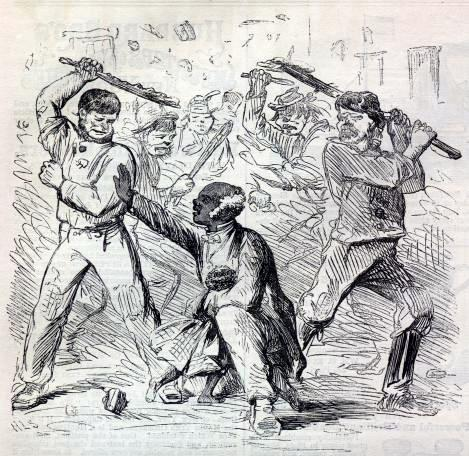
En esta etapa, Nancy pasó por un proceso de revisión para eliminar estereotipos de tipo racial en sus historias. El resultado es una Nancy más dócil, convencional y modesta, en comparación con el personaje original.

Ante la insistencia de la editorial Grosset & Dunlap, la serie Nancy Drew Mystery Stories pasó por una revisión a partir de 1959, con el propósito de modernizar los relatos y eliminar los estereotipos racistas de su contenido. Aunque sentía que dichos cambios eran innecesarios, Harriet Adams supervisó una completa revisión de la serie al mismo tiempo que redactaba los siguientes números bajo las nuevas directrices señaladas por la editorial. Sin embargo, la serie no hizo tanto en relación con la eliminación de los estereotipos como simplemente eliminar los personajes no blancos de las historias. Por ejemplo, en la versión original de The Hidden Window Mystery (1956), Nancy visita algunos amigos en la región sur de Estados Unidos, cuya sirvienta afroamericana «la adorable anciana Beulah [,] les sirve carne, camotes, pudín de maíz, galletas y pastel de fresa». Poco después, una vez que Beulah ha abandonado la habitación, la señora de la casa le comenta a Nancy: «Intento hacer las cosas más fáciles para Beulah, pero ella insiste en cocinar y servir todo a la vieja usanza. A pesar de todo, debo confesar que me agrada que sea así». En la versión revisada (1975), Beulah es sustituida por Anna, «una ama de llaves robusta y sonriente», cuya raza no es descrita.
La gran mayoría de los cambios en los relatos fueron relativamente menores e insignificantes; por ejemplo, la edad de Nancy cambió de dieciséis a dieciocho años, mientras que su madre muere cuando Nancy tiene tres años, en vez de diez como se había planteado en las historias anteriores. Además, la ama de llaves Hannah Gruen, casi siempre remitida a la cocina en sus primeras apariciones, adoptó más el perfil de una madre sustituta, que el de una simple sirvienta.
Sin embargo, algunos consideran que el personaje sí pasó por cambios significativos: «El personaje de Nancy Drew también sufrió un cambio drástico: la personalidad de la adolescente de voluntad férrea se fue diluyendo, lo que provocó que perdiera su característica independencia», volviéndose más dócil, convencional y recatada. Asimismo, los libros se redujeron de 25 a tan solo 20 capítulos, acelerando con ello el ritmo narrativo. Mientras tanto, a otros comentaristas les inquietaba menos el intento de eliminación de los estereotipos raciales de los libros, que el nuevo estilo de redacción que percibían más agitado:

Las revisiones acortaron las historias y eliminaron muchos de los prejuicios y estereotipos presentes en los ejemplares originales. Además, aceleraron el ritmo de los textos. Las obras originales desarrollaban la historia, las escenas y los personajes con mayor profundidad que los textos revisados. En consecuencia, la mayoría de los coleccionistas que crecieron con los escritos iniciales ¡no tendrían los textos revisados por ninguna razón!

Otros críticos a su vez conciben a la Nancy de los años 1950, 1960 y 1970 como una versión mejorada en ciertos aspectos, al mismo tiempo que un paso atrás en otros:

En estas nuevas ediciones, un conjunto de elementos ha sido modificado [...] y la mayoría de los detalles más evidentes de racismo han sido excluidos.

Nancy se vuelve así más respetuosa ante las figuras masculinas que representan alguna autoridad en los relatos de 1950, 1960 y 1970, lo que ha llevado a que algunos consideren que la versión revisada de la detective simplemente se transformó en demasiado agradable: «En su nueva encarnación, Nancy fue despojada de sus aristas y homogeneizada [...] En los libros revisados, Nancy es permanentemente optimista, aguanta cada vez más las tendencias sobreprotectoras de su padre y cuando se le llega a preguntar si va a la iglesia en The Clue of the Tapping Heels de 1969, ella contesta: "Tan a menudo como puedo" [...] Nancy aprende a callarse. Ya no habla con los policías con el atrevimiento con el que solía hacerlo».

### 1980–2003
Tras la muerte de Harriet Adams en 1982, su protegida, Nancy Axelrad, se encargó de supervisar la producción de las novelas de Nancy Drew, poco antes de que el Sindicato Stratemeyer fuera vendido a Simon & Schuster. Estos últimos le pidieron a la empaquetadora de libros Mega-Books que buscara nuevos escritores. Así, los libros y el propio personaje comenzaron un nuevo proceso de cambios, aunque existen desacuerdos en torno a la naturaleza de dichas modificaciones. Como resultado, algunos coinciden en que la detective se convierte en «un personaje más parecido a la heroína original de Mildred Wirt Benson, que a cualquier otra versión desde 1956». Otros por su parte critican la serie por su incorporación masiva de romance y «[dilución] de la determinación prefeminista». Por ejemplo, el volumen 78 en la serie Update on Crime (1985) inicia con Nancy preguntándose a sí misma, en letras cursivas: «¿Estoy o no estoy enamorada de Ned Nickerson?». De esta forma, la joven comienza a salir con otros hombres jóvenes y reconoce por vez primera sus deseos sexuales: «'Te vi [besándolo...] No tienes que disculparte conmigo si algunos chicos te encienden'. ¡'Gianni no me enciende! [...] ¿No me dejarás explicarlo?'».
En 1986, la detective fue incorporada en una nueva saga, Nancy Drew Files, que se publicó hasta 1997. En ella, Nancy vuelve a interesarse por el romance y los chicos, un factor que originó muchas críticas: «Los defensores del estilo de Millie [Mildred Wirt Benson] tienden a mirar de reojo la serie Nancy Drew Files, en donde los besos fugaces dados a Nancy por su novio de hace tiempo, Ned Nickerson, dan lugar a prolongados abrazos en un Jacuzzi». El arte para las portadas de la nueva serie, como por ejemplo la del ejemplar Hit and Run Holiday (1986), refleja dichos cambios: Nancy empieza a vestirse de forma provocativa, con faldas cortas, blusas que revelan su estómago o pechos, o un traje de baño. Siempre aparece con un hombre atractivo y atento en el fondo, y frecuentemente parece ya sea consciente de su presencia o interesada en ese sujeto. Asimismo, Nancy se vuelve más vulnerable, con frecuencia es sedada con cloroformo hasta quedar inconsciente o es mostrada indefensa ante ataques personales. Los libros toman más énfasis en la violencia y las relaciones entre los personajes.
Nancy finalmente va a la universidad en la serie Nancy Drew on Campus, publicada de 1995 a 1998. De nuevo los relatos se centraron en tramas románticas, y por petición de los lectores, Nancy terminó la larga relación con su novio Ned Nickerson en el segundo tomo de la serie, titulado On Her Own (1995).

### 2004–actualidad
En 2003, la editorial Simon & Schuster decidió concluir la serie Nancy Drew Mystery Stories y, en cambio, incorporar el personaje en una nueva saga titulada Girl Detective. En esta última, Nancy Drew conduce un auto híbrido, utiliza un teléfono celular y relata sus misterios en primera persona. Muchos aplaudieron las modificaciones y opinaron que Nancy no había cambiado en realidad en muchas cosas solo porque aprendió a usar un celular. Al mismo tiempo, otros alabaron la serie y la calificaron como más realista; según este punto de vista, Nancy es ahora menos perfecta y por lo tanto resulta más agradable, alguien con quien las niñas podrán identificarse más fácilmente —un mejor modelo a seguir que la detective original, pues realmente puede ser emulada, en lugar de ser una «autómata escrupulosamente perfecta».
No obstante, otros lamentaron las modificaciones, porque ahora percibían a Nancy como una joven tonta y frívola, cuyas aventuras triviales (como descubrir quien deformó la calabaza en Without a Trace [2003]) «sostienen un espejo superficial del universo preadolescente». Leona Fisher detalló que la nueva serie retrata un River Heights cada vez más blanco, debido en parte a que «la torpe voz narrativa en primera persona hace casi imposible que se entrelacen las actitudes externas del autor con el discurso». Conforme la historia transcurre, empeoran «las representaciones culturales implícitamente xenófobas en temas raciales, étnicos y lingüísticos», al introducir especulaciones sobre los orígenes étnicos y nacionales de los personajes.
Además, el personaje es la heroína de una serie de novelas gráficas, iniciada en 2005 y producida por Papercutz. Estas son escritas por Stefan Petrucha e ilustradas en un estilo tipo manga por Sho Murase. Aquí, el personaje suele describirse como «una joven divertida, fresca y moderna que todavía le sigue el rastro a los criminales».

## Evolución de la apariencia del personaje
Nancy Drew ha sido ilustrada por varios artistas a través de los años y su apariencia ha sido objeto de constantes actualizaciones. De hecho, tanto el Sindicato Stratemeyer como las editoriales de los libros han ejercido control sobre la forma en que Nancy ha evolucionado desde su primera aparición.
Jennifer Stowe afirma que la representación del personaje se ha deteriorado de manera significativa con el tiempo:

La Nancy Drew de los años 1930 es caracterizada como alguien audaz, capaz e independiente. Constantemente se encuentra buscando pistas, y es presentada en el centro de cada obra. En posteriores caracterizaciones, Nancy Drew se vuelve mucho más débil y tiene menos control. Para los años 1990, hay un cambio completo en la presentación del personaje. Con frecuencia, aparece perseguida o amenazada; la autoconfianza original de la década 1930, es reemplazada ahora por el miedo.

Algunos aspectos de la detective, al contrario, han subsistido de manera relativa con el paso de las décadas. Podría decirse que su rasgo físico más característico es sostener una linterna.

### Russell H. Tandy
El dibujante Russell H. Tandy fue el primero en ilustrar a Nancy Drew; Tandy había trabajado previamente como artista de modas, por lo que infundió a la detective con una sensibilidad a la moda contemporánea: el estilo original de Nancy es el de una joven sofisticada con un cabello inmaculadamente rizado, pendientes, tacones altos y vestidos elegantes. Para finales de los años 1930, Nancy era descrita como una muchacha sofisticada que vestía trajes elegantes, que combinaban perfectamente con sus sombreros, guantes y bolsos. Al finalizar la década de 1940, el personaje empezó a vestir de manera más singular, usando trajes a la medida, mientras que su cabello solía estar dispuesto en un nudo francés o en un Pompadour.
Tandy se ocupó al mismo tiempo de trazar los bocetos para los primeros 26 ejemplares de la serie, así como de ilustrar las portadas de los volúmenes 1-10 y 12-26 (se desconoce al responsable de la portada del ejemplar 11). Antes de dibujar cada boceto, Tandy se encargaba de leer el texto, de tal modo que sus primeras portadas estaban conectadas directamente con escenas específicas relatadas en la trama correspondiente. Además rotuló por su propia cuenta el título de cada portada que realizó y diseñó a la vez el logo original: una silueta de Nancy agachada ligeramente y mirando hacia el suelo por medio de un monóculo.
Por lo general, Tandy retrató a Nancy Drew con un lenguaje corporal asertivo y seguro de sí mismo. Nunca aparenta estar «impresionada, inquieta o asustada». Al contrario, la joven aparece siempre de manera valiente en el centro de la acción, o activamente, pero en secreto, a cargo de investigar alguna pista. A menudo es observada por una figura amenazante y aparenta estar ante un peligro inminente, a pesar de esto, su expresión segura sugiere a los lectores que tiene la situación bajo control.
Desafortunadamente, el hogar de Tandy se incendió en 1962, y la mayoría de sus ilustraciones y bocetos originales quedaron destruidos en el lugar. A causa de esto, las sobrecubiertas creadas por él son consideradas como objetos de gran valor para los coleccionistas.

### Bill Gillies y otros
A partir de los años 1950, la apariencia física de Nancy fue actualizada. Siguiendo la tendencia del periodo de posguerra en el que los jóvenes intentaban poseer su propio estilo informal, en vez de vestirse como adultos, Nancy se vuelve menos rígida. De esta forma, poco antes, específicamente en 1948, la joven viste ya sea un suéter o una blusa, acompañado de una falda, junto con corte de cabello estilo pageboy, que corresponde al llamado paje o bob en español
 —un corte muy popular en esa época—. El responsable de esta nueva apariencia de Nancy fue el dibujante Bill Gillies, quien se encargó primordialmente de actualizar una decena de portadas e ilustrar tres nuevos bocetos desde 1930 hasta 1952. Gillies utilizó a su esposa como modelo; esta Nancy refleja la tendencia conservadora de la década de 1950, con un cabello ondulado y un guardarropa limitado, pues suele vestir ropa similar en la mayoría de las portadas. Además, Gillies diseñó el logotipo contemporáneo que se convirtió en un símbolo: la cabeza de Nancy de perfil, mirando a través de un monóculo.
En la siguiente década, a inicios de los años 1940 y 1950, Nancy suele aparecer cada vez menos en el centro de la acción. En cambio, frecuentemente aparece solamente observando a otras personas. Su boca además suele estar abierta indicando su sorpresa y su cuerpo rara vez aparece de forma completa. Sin embargo, aunque la detective «expresa sorpresa, no está asustada en sí. Pareciera que está sorprendida por lo que ve, pero luce como si todavía tuviera el control de la situación».

### Rudy Nappi y otros
Rudy Nappi, quien se encargó de dibujar a Nancy desde 1953 hasta 1979, ilustra a una adolescente más del tipo promedio. En realidad, el director de arte de Grosset & Dunlap le solicitó a Nappi actualizar la apariencia física de Nancy, especialmente su guardarropa. Así, Nappi incorporó en su ropa cuellos estilo Peter Pan, un corte de cabello tipo flip —estilo en el que el cabello se lleva muy corto, clásico de los años 1950 y 1960—, así como ocasionalmente un par de jeans. El color de cabello de Nancy cambió de rubio a rubio-fresa, rubio-rojizo o pelirrojo para finales de la década. Dicha modificación, causada por un error de impresión de la tinta, fue tan bien recibida por los lectores que se decidió adoptarla a partir de entonces.
En 1962, todos los libros de Grosset & Dunlap pasaron a convertirse en «fotos de portada», es decir libros con obras artísticas y publicidad impresas directamente en sus portadas, a diferencia de los libros previos en los que cada ejemplar se hacía acompañar de una sobreportada. El cambio anterior se realizó principalmente para reducir costos de producción en la editorial. Varias de las ilustraciones de las portadas de los años 1930 y 1940 fueron actualizadas por Nappi, aunque las historias en sí no fueron modificadas en lo absoluto. Las ilustraciones internas, que fueron retiradas en 1937, comenzaron a introducirse de nuevo en 1954, como simples dibujos trazados con pluma y tinta.
A diferencia de Tandy, Nappi no leía los libros antes de ilustrarlos; en cambio, su esposa era quien los leía, proporcionándole a Nappi un breve sumario del texto antes de que este comenzara su labor. La primera portada de Nappi fue para el tomo The Clue of the Velvet Mask, donde comenzó la tendencia de dibujar a Nancy como una «entusiasta adolescente contemporánea de dieciséis años de edad. Esta Nancy era alegre, pulcra y muy animada. En la mayoría de las portadas de Nappi, Nancy luce sorprendida —e indudablemente, lo estaba—».
Las primeras portadas de Nappi muestran a Nancy en poses similares a las de las portadas diseñadas por Tandy y Gillies. Sus posteriores trabajos exhiben solamente la cabeza de Nancy, rodeada de pequeñas imágenes de personas y pistas relacionadas con la historia. De manera regular, «el rostro de Nancy posee la expresión en blanco de alguien absorto en sus pensamientos», lo cual le hace lucir pasiva. En la portada de The Strange Message in the Parchment (1977), por ejemplo, en contraste con las primeras portadas, Nancy «no es mostrada en medio del peligro o aparentando ver un misterio a la distancia. En su lugar, Nancy semeja estar pensando en las pistas»; a rasgos generales, la detective parece estar menos segura y más confundida.

### Nancy en los años 1980, 1990 y 2000
Ruth Sanderson y Paul Frame se ocuparon de ilustrar las portadas e imágenes interiores para los primeros libros de bolsillo de Nancy Drew. Otros dibujantes, tales como Aleta Jenks y otros cuyos nombres se desconocen, se ocuparon del diseño artístico de las portadas, pero no de las ilustraciones internas, para posteriores libros de bolsillo. Nancy aparece como una «detective adinerada y privilegiada que es bella y está alerta.... Los colores y detalles faciales de Nancy son en ocasiones tan vívidos, que algunas de las portadas lucen más como brillantes fotografías que como pinturas».
Comúnmente, Nancy es retratada mientras persigue a un sospechoso, examina una pista u observa un acontecimiento. A menudo aparece en situaciones peligrosas: mientras es perseguida, está a punto de caer de un bote o cuelga de una cuerda sujeta a unas vigas.

Estas portadas se caracterizan porque el personaje de Nancy emana una frenética energía; cuando aparenta caerse, es mostrada con sus extremidades en movimiento o una mirada alarmada; si aparenta correr, el cabello parece ser llevado por el viento, su cuerpo se muestra inclinado y su expresión facial es de falta de aliento. Nancy no tiene control alguno sobre los sucesos que ocurren en esas portadas. Además, aparece como una víctima, perseguida y atacada por enemigos invisibles.

Nancy a veces es perseguida por un enemigo visiblemente amenazador, lo cual puede evidenciarse en portadas como la de The Case of the Vanishing Veil (1988).
Por otra parte, las portadas de las series Nancy Drew Files y Girl Detective presentan nuevas desviaciones del personaje audaz y confiado originalmente retratado por Tandy. La detective presente en las portadas de Nancy Drew Files es una «Nancy notablemente sexy, con un hombre joven y apuesto, siempre al acecho, situado en el fondo. Sus ropas revelan con frecuencia un busto amplio y su expresión es maliciosa». Mientras tanto, en la serie Girl Detective, aparecen solamente fragmentos del rostro de la joven en cada portada. Por ejemplo, sus ojos se hallan confinados a una franja en la parte superior de la portada, mientras que su boca se ubica cerca del lomo, en un recuadro distinto al de sus ojos. El diseño artístico para los ojos y boca de Nancy es tomado de las portadas de Rudy Nappi para la versión revisada de The Secret of the Old Clock.

## Libros
La serie de libros acerca de Nancy Drew de más larga duración es Nancy Drew Mystery Stories, cuyos 175 volúmenes fueron publicados a partir de 1930 y hasta el 2003. Nancy también apareció en 124 títulos de la serie Nancy Drew Files y actualmente es la heroína de la serie Girl Detective. El personaje aparece en algunas otras series como Nancy Drew Notebooks y Nancy Drew on Campus. Aunque Nancy es el personaje central de todas ellas, la continuidad de la historia solo se conserva dentro de cada una, por ejemplo, en algunos títulos publicados simultáneamente en Nancy Drew Mystery Stories y Nancy Drew On Campus, Nancy todavía salía con su novio Ned Nickerson o había terminado con él, respectivamente.

### Publicaciones internacionales
Los libros de Nancy Drew Mystery Stories, Nancy Drew Files y Girl Detective han sido traducidos a varios idiomas, los estimados varían entre 14 y 25 diferentes idiomas, al parecer el último número es la versión más exacta. Además han sido publicados en muchos países de Europa, América Latina y Asia. El personaje parece ser más popular en algunos países que en otros. El primer país en editar los libros fuera de los Estados Unidos fue Noruega, donde se publican desde 1941, y después Dinamarca desde 1958 y Francia también desde 1955. Otros países, como Estonia, comenzaron a imprimir los libros de Nancy Drew recién en el año 2000. El primer libro de Nancy Drew traducido al español se publicó en Argentina en 1963. En España se publicaron algunos títulos a partir de 1972, seguido varios años después por México, país en el que los libros fueron lanzados al mercado en 1993.
El nombre de Nancy a menudo se modifica en las traducciones: en Francia es conocida como Alice Roy, en Suecia como Kitty Drew, en Finlandia como Paula Drew; en Noruega la serie de libros tiene el nombre de Frøken Detektiv (Señorita detective), aunque el nombre de la heroína sigue siendo Nancy Drew. En Alemania, Nancy es una estudiante alemana de derecho llamada Susanne Langen. El nombre de otro personaje, George Fayne, se ha modificado con más frecuencia, ha sido nombrado Georgia, Joyce, Kitty o Marion. La cubierta y el orden de las series suele modificarse también y en muchos países solo están disponibles un limitado número de libros.

## Cine y televisión
Se han producido hasta la fecha cinco o posiblemente seis películas, una película para televisión y dos programas de televisión acerca de Nancy Drew. Ninguno de los programas de televisión ha durado más de dos años y las representaciones cinematográficas del personaje han recibido críticas heterogéneas.

### Películas

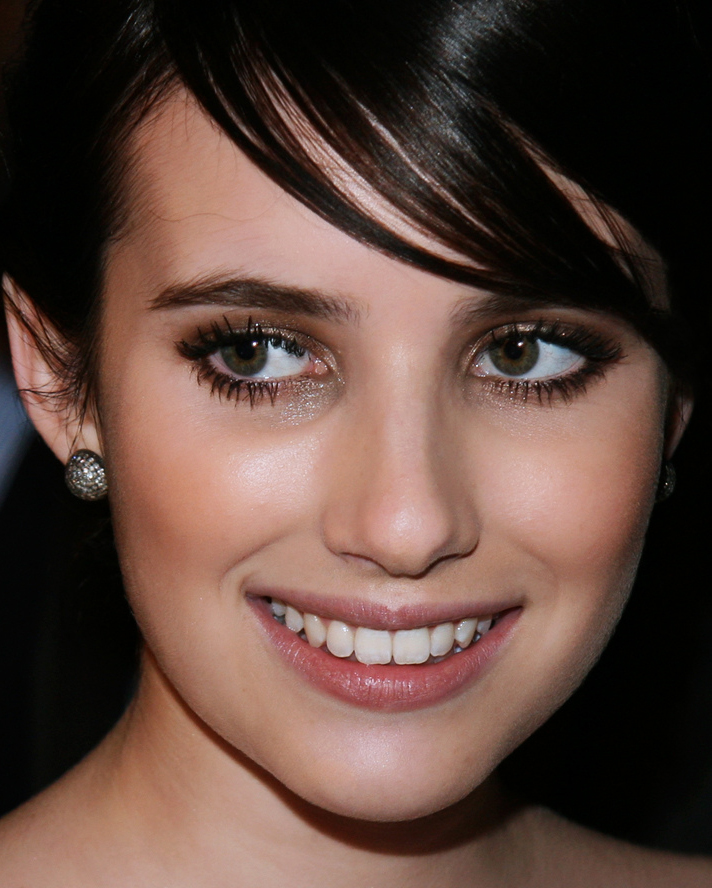
La actriz Emma Roberts interpretó a Nancy Drew en el filme homónimo de 2007 producido por los estudios Warner Bros.

La actriz Bonita Granville representó a Nancy Drew en cuatro películas de la Warner Brothers, dirigidas por William Clemens, a finales de la década de 1930: Nancy Drew - Detective (vagamente basada en The Password to Larkspur Lane, diciembre de 1938), Nancy Drew... Reporter (marzo de 1939), Nancy Drew: Trouble Shooter (septiembre de 1939) y Nancy Drew and the Hidden Staircase (noviembre de 1939). Existe la posibilidad de que se haya planeado una quinta película o que incluso pudiera haberse realizado sin llegar a ser presentada en las salas de cine. Al respecto, el actor Frankie Thomas sostiene haber realizado cinco películas con Granville, no cuatro, además, en agosto de 1939, Harriet Adams escribió a Mildred Benson, «tres se han mostrado en esta área y he escuchado que la quinta está en producción».
Nancy Drew and the Hidden Staircase fue la única película que tomó prestado el título de un libro de la serie, aunque el argumento fue modificado sustancialmente. Un crítico escribió que «la única similitud entre el libro y la película fue la palabra “escalera”». El novio de Nancy, Ned Nickerson, se convirtió en Ted Nickerson, porque el nombre Ned fue considerado demasiado anticuado. El ama de llaves, Hannah Gruen, fue reemplazada por Effie Schneider, un personaje secundario que había aparecido en unos pocos libros como criada a tiempo parcial de Drew; en las películas, algunas características de Effie se combinaron con las de Hannah. Las amigas de Nancy, George y Bess, fueron eliminadas por completo. «El elemento de misterio se minimizó, el argumento se simplificó y el romance se aderezó». Para promocionar la película, Warner Brothers creó un club de fanes de Nancy Drew, que incluía un conjunto de reglas tales como: «debe tener novio estable, en el sentido de “camaradería”» y «debe participar en la elección de su propio guardarropa». Estas reglas se basaron en investigaciones realizadas por la compañía productora sobre los hábitos y actitudes de las «típicas» chicas adolescentes.
La reacción de la crítica a estas películas fue variada. Algunos encontraron que «no representan a la verdadera Nancy Drew», en parte debido a que la «Nancy» de Granville «descaradamente utiliza sus artimañas femeninas —y tentadores sobornos—» para alcanzar sus metas. Las películas también presentaron a una Nancy infantil y nerviosa, un cambio significativo respecto a su representación en los libros. Sin embargo, a Mildred Benson, autora de la mayoría de los libros de Nancy Drew de esa época, le gustaron las películas.
Una nueva adaptación del personaje para el cine fue lanzada el 15 de junio de 2007 por Warner Brothers Pictures, bajo el título de Nancy Drew, con las actuaciones de Emma Roberts como Nancy Drew, Max Thieriot como Ned Nickerson y Tate Donovan como Carson Drew. Al igual que sucedió con las anteriores películas, las reacciones fueron diversas. Algunos vieron la película como una versión actualizada del personaje: «Aunque haya sido rodeada de glamour para dirigirla a la lucrativa población preadolescente, la película conserva las mejores partes de los libros, que incluyen por supuesto a su inteligente personaje principal». Otros encontraron la película «estremecedora», porque «los nuevos compañeros [de Nancy] prefieren ir de compras que ser detectives, además de que la falda a cuadros y la lupa hacen que Nancy parezca una idiota y no la heroína de la ciudad que solía ser en el Medio Oeste». En 2019 se estrena una nueva película de Nancy Drew, esta vez protagonizada por la actriz Sophia Lillis, reconocida por su papel de Beverly Marsh en el filme It (2017), basado en la novela homónima del galardonado escritor Stephen King.

### Televisión
Una serie de televisión llamada The Hardy Boys/Nancy Drew Mysteries estuvo al aire de 1977 a 1979 en ABC, en un principio protagonizada por la actriz Pamela Sue Martin. Para la primera temporada se alternaron episodios de Nancy con episodios de los Hardy Boys. A partir de la segunda temporada el formato de la serie cambió para centrarse más en los Hardy Boys y la detective aparecía como estrella invitada; Pamela Sue Martin dejó la serie a la mitad de la segunda temporada y fue reemplazada por Janet Louise Johnson en los episodios restantes. La serie continuó durante una tercera temporada como The Hardy Boys Mysteries y dejó de lado por completo a Nancy Drew.
En 1989, la productora canadiense Nelvana comenzó la filmación de una segunda serie de televisión de Nancy Drew, que se llamaría Nancy Drew and Daughter. Margot Kidder fue elegida para representar a una adulta Nancy y su hija aparecería como la hija del personaje; sin embargo, Kidder se lesionó durante la filmación del primer episodio, cuando fallaron los frenos del coche que conducía, y la producción fue cancelada.
Nelvana comenzó la producción de otro programa de televisión sobre Nancy en 1995, esta vez con Tracy Ryan en el papel principal, pero el programa fue cancelado después de una temporada.
ABC emitió en 2002 una película para televisión con Maggie Lawson como Nancy Drew.
El 9 de octubre de 2019, se estrenó una nueva adaptación en formato de serie de televisión en The CW, bajo el mismo nombre del personaje, Nancy Drew, protagonizada por la actriz, Kennedy McMann, en el papel protagonista.

## Juegos para computadora
La compañía Her Interactive comenzó a publicar juegos de computadora relacionados con el personaje de Nancy Drew en 1998. Algunos de sus títulos fueron tomados de los libros publicados, tales como The Secret of the Old Clock y The Secret of Shadow Ranch, mientras que otros no. Los juegos estaban dirigidos a adolescentes de «10 años para arriba» y fueron clasificados «E» («Todos») por la ESRB. Siguen el estilo de los populares videojuegos de aventuras. Los jugadores deben moverse alrededor de Nancy en un entorno virtual para hablar con los sospechosos, recoger pistas, armar rompecabezas y finalmente resolver el crimen. Los juegos han recibido reconocimiento por promover el interés femenino en los videojuegos. Her Interactive también lanzó varias versiones de sus juegos de Nancy Drew en francés, como parte de una serie llamada Les Enquetes de Nancy Drew, y un juego más corto, como parte de una nueva serie llamada Nancy Drew Dossier; el primero, Lights, Camera, Curses, fue lanzado en 2008 y el segundo, Resorting to Danger, fue lanzado en 2009. Her Interactive también lanzó The White Wolf of Icicle Creek en el sistema de Wii en diciembre de 2008.
Nancy Drew Adventure
- Secrets Can Kill (PC; 1998)
- Stay Tuned for Danger (PC; 1999)
- Message in a Haunted Mansion (PC; 2000)
- Treasure in the Royal Tower (PC; 2001)
- The Final Scene (PC; 2001)
- Secret of the Scarlet Hand (PC; 2002)
- Ghost Dogs of Moon Lake (PC; 2002)
- The Haunted Carousel (PC; 2003)
- Danger on Deception Island (PC; 2003)
- The Secret of Shadow Ranch (PC; 2004)
- Curse of Blackmoor Manor (PC; 2004)
- Secret of the Old Clock (PC; 2005)
- Last Train to Blue Moon Canyon (PC; 2005)
- Danger By Design (PC; 2006)
- The Creature of Kapu Cave (PC; 2006)
- White Wolf of Icicle Creek (PC; 2007)
- Legend of the Crystal Skull (PC; 2007)
- The Phantom of Venice (PC; 2008)
- The Haunting of Castle Malloy (PC; 2008)
- Ransom of the Seven Ships (PC; 2009)
- Warnings at Waverly Academy (PC; 2009)
- Trail of the Twister (PC/Mac; 2010)
- Shadow at the Water's Edge (PC/Mac; 2010)
- Secrets Can Kill REMASTERED (PC/Mac; agosto de 2010)

Nancy Drew Dossier (PC)
- Lights, Camera, Curses (2008)
- Resorting to Danger (2009)
- Ship of Shadows (Pospuesto)

Además de los juegos creados por Her Interactive para PC, un nuevo juego para Nintendo DS fue lanzado en septiembre de 2007 por Majesco Entertainment. El juego, que fue desarrollado por Gorilla Systems Co y se llamó Nancy Drew: Deadly Secret of Olde World Park, permite a los jugadores ayudar a Nancy resolver el misterio de un millonario perdido. Majesco también ha lanzado otros dos juegos de Nancy Drew para DS, titulados Nancy Drew: The Mystery of the Clue Bender Society (publicado en julio de 2008) y Nancy Drew: The Hidden Staircase, este último basado en el segundo libro de la serie original de Nancy Drew Mystery Stories (publicado en septiembre de 2008).

## Mercadotecnia
A través de los años se ha registrado un número significativo de productos, principalmente durante los años 1950, 1960 y 1970. Parker Brothers produjo el juego «Nancy Drew Mystery Game» en 1957, con la aprobación del Sindicato Stratemeyer. Una década después, en 1967, Madame Alexander lanzó una muñeca basada en el personaje de Nancy, que traía binoculares y una cámara, y cuyo guardarropa venía en dos presentaciones: con un abrigo a cuadros típico de Escocia o con un vestido y una chaqueta corta. A pesar de que Harriet Adams desaprobó el diseño de la muñeca, al percibir que el rostro de Nancy era demasiado infantil, esta se comercializó al poco tiempo de su creación. Además se han publicado varios libros de colorear, de actividades y de acertijos en torno a la franquicia. En los años 1970, se produjeron un vestuario de Halloween y una lonchera de Nancy Drew, ambos vinculados con un programa de televisión.

## Impacto cultural
Según los críticos, Nancy Drew ha tenido un enorme impacto cultural. El éxito repentino de la serie llevó a la creación de otras franquicias literarias de misterio protagonizadas por chicas, tales como The Dana Girls Mystery Stories y Kay Tracey Mystery Stories. Las altas ventas del personaje, que Edward Stratemeyer temía que era «demasiado impertinente», alentaron a los editores a publicar muchas otras historias de misterio protagonizadas por mujeres, como por ejemplo Judy Bolton Series, y ocasionó que se solicitara a otros autores que incorporaran elementos de misterio en sus proyectos como en Cherry Ames Nurse Stories.
Muchas mujeres ilustres y exitosas han citado asimismo a Nancy Drew como una influencia formativa que las alentó a asumir roles no convencionales en su género. Entre ellas se encuentran las juezas de la Corte Suprema de los Estados Unidos Sandra Day O'Connor, Ruth Bader Ginsberg y Sonia Sotomayor; la periodista Barbara Walters; la cantante Beverly Sills; las escritoras Sara Paretsky y Nancy Pickard; la académica Carolyn Heilbrun; la política Hillary Rodham Clinton; la ex primera dama Laura Bush; y la expresidenta de la National Organization for Women Karen DeCrow. Otras mujeres menos notables han dicho también que la detective las ayudó a volverse más fuertes; cuando se ofreció la primera conferencia sobre Nancy Drew, en la Universidad de Iowa, en 1993, los organizadores de la misma recibieron numerosas llamadas provenientes de mujeres que «tenían historias que contar acerca de cómo Nancy había tenido un papel decisivo en sus vidas y cómo las había inspirado, consolado y entretenido a lo largo de su infancia, y en un sorprendente número de casos, todavía lo hacía en su adultez».
La popularidad de Nancy Drew no ha disminuido: el primer libro publicado, The Secret of the Old Clock, vendió 150.000 copias en 2002, una cifra que le permitió ingresar al ranking de los 50 más vendidos en libros infantiles; mientras, otros libros de la serie vendieron más de 100.000 copias cada uno.
 Las ventas de los volúmenes de tapa dura de Nancy Drew Mystery Stories han superado las ventas de los títulos de Agatha Christie, y los nuevos títulos de la serie Girl Detective han llegado a la lista de bestsellers de The New York Times. Aproximadamente 10 nuevos títulos de Drew se dan a conocer al año, tanto en forma de libro, como novela gráfica. Entertainment Weekly la clasificó decimoséptima en su lista de «Los 20 mejores héroes», por delante de Batman, y explicaron que Drew es «la primera heroína aceptada por la mayoría de las niñas pequeñas ... [Nancy vive] en un verano interminable de aventuras sin fin y tiene un potencial ilimitado». La revista también cita a Velma Dinkley de Scooby-Doo, así como a Veronica Mars como «descendientes imitadoras» de Nancy Drew.
Muchas críticas feministas han reflexionado sobre la razón del estatus icónico del personaje. Se citan a menudo el coche de Nancy y su habilidad para conducirlo y repararlo. Melanie Rehak se enfocó en el famoso roadster azul de Nancy —más adelante un híbrido azul— como «símbolo último de la libertad y la independencia». Nancy no solo tiene la libertad de ir a donde le plazca —una libertad que otros personajes similares como The Dana Girls no tienen—, también es capaz de cambiar un neumático y arreglar un distribuidor defectuoso, lo que provocó que Paretsky argumentara: «en una nación donde los mecánicos se burlan o menosprecian las quejas de las mujeres, Nancy permanece como un significativo modelo a seguir».
Nancy también es tratada con respeto: sus decisiones rara vez son cuestionadas y cuenta con la confianza de quienes le rodean. Las figuras masculinas de autoridad dan crédito a sus declaraciones y ni su padre, ni Hannah Gruen, la maternal ama de llaves, «ponen ... restricciones a sus idas y venidas». Su padre no solo no le impone restricciones, sino que confía tanto en ella como para permitirle tener su propio coche y facilitarle su arma —en la versión original de The Hidden Staircase (1930)—, además le pide consejo frecuentemente y accede a todas sus peticiones. Algunos críticos, como Betsy Capri e Ilana Nash, sostienen que la relación de Nancy con su continuamente consentidor padre agrada a las niñas lectoras, ya que les permite experimentar indirectamente la satisfacción del complejo de Electra.
A diferencia de otras chicas detectives, Nancy no va a la escuela —por razones que nunca se explican— y por lo tanto tiene total autonomía. Personajes similares, como Kay Tracey, van a la escuela, por lo que no solo pierden un grado de independencia, sino también de autoridad. El hecho de que un personaje sea una colegiala «recuerda al lector, aunque sea fugazmente, la prosaica realidad de la existencia de la escuela, que rara vez incluye grandes aventuras o tener una voz de autoridad en el mundo de los adultos».
Algunos ven en las aventuras de Nancy una cualidad mítica. El personaje explora a menudo pasajes secretos, lo que provocó que Nancy Pickard comentara que Nancy Drew es una figura equivalente a la antigua deidad sumeria Inanna y que sus «viajes subterráneos» hay que entenderlos en términos psicológicos, es decir, como la exploración del inconsciente. Nancy es una figura heroica, emprende sus aventuras no con el propósito de la aventura en sí, sino con el fin de ayudar a los demás, especialmente a los desfavorecidos. Por esta razón, Nancy Drew ha sido llamada la encarnación moderna del personaje de las «buenas acciones» que puede encontrarse en cualquier persona.
Muchos críticos están de acuerdo, en que finalmente, al menos parte de la popularidad de Nancy Drew depende de la forma en que los libros y el personaje combinan a veces los valores contradictorios:

Por más de 60 años las series de Nancy Drew le han dicho a las lectoras que pueden tener los beneficios de la dependencia y la independencia, sin los inconvenientes; que pueden ayudar a los desfavorecidos y permanecer como exitosas capitalistas; que pueden ser tanto elitistas, como democráticas; que pueden ser tanto niñas, como adultas; y que pueden ser a la vez «una mujer liberada» y la «niña pequeña de papá».

Como otro crítico señala: «Nancy Drew "ha resuelto" la contradicción en el competitivo discurso acerca del feminismo estadounidense, entreteniéndolos a todos».